# Oxymycterus josei
Oxymycterus josei is een knaagdier uit de Sigmodontinae dat voorkomt in Uruguay.

## Kenmerken
O. josei is een middelgrote soort met een rode tot donkerbruine vacht. Soms zitten er witte vlekken op de buik. De achtervoeten zijn lang en sterk, met lange klauwen. De voorvoeten zijn kleiner met kleine klauwen. De schedel is lang en smal. Op basis van externe kenmerken kunnen O. josei en O. nasutus, een andere soort uit Uruguay, niet uit elkaar worden gehouden. Genetisch lijkt O. josei echter veel meer op O. rufus uit Argentinië.

## Verspreiding
De soort is bekend van het zuidwesten van dat land, ten zuiden van de Río Negro, in de departementen Soriano, Colonia, San José, Canelones en Maldonado. O. josei is genoemd naar Joseph "José" Cook, die veel gedaan heeft voor de ontwikkeling van de Uruguayaanse mammalogie.